# 청실홍실 (라디오 드라마)
《청실홍실》은 1956년 10월 7일부터 1957년 4월 28일까지 KBS에서 방송된 30부작 라디오 일요연속극이다. 조남사(趙南史)가 각본을, 이경재(李慶載)가 연출을 담당했다.

## 내용
주인공 나기사(羅技師)는 장래가 촉망되는 유능하고도 건실한 청년기술자. 전쟁 미망인인 애자는 그에게로 쏠리는 애정으로 번민한다. 자신에게로 향하는 나기사의 마음을 받아들이기에는 스스로의 처지가 어울리지 않기 때문이다.
한편 발랄하고도 앳된 동숙은 나기사를 몹시 따른다. 그녀는 나기사가 근무하는 회사의 사장 딸이다. 그러나 호강스레 자란 동숙에게 깊이있는 애정이 느껴질 수 없는 나기사였고 그럴수록 동숙에게는 애자의 존재가 미웠다.
(라디오 드라마 판 결말)
나기사는 결국 애자를 선택한 후 미국으로 떠나고 동숙은 다른 남자와 결혼한다.
(영화판 결말)
그러던 어느날 뜻하지 않은 일로 회사는 파산하고, 여태까지 혼자 가꾸어 오던 동숙의 꿈도 산산이 부서진다. 동숙은 밀어닥치는 패배의식에 자신을 가눌 수가 없어서 자살을 기도한다. 그러는 동숙을 죽음 직전에서 구해 준 사람은 애자였다. 지난날 부잣집 딸로서의 어리석음을 말끔히 씻은 동숙을 나기사에게 안겨 주고 애자는 조용히 떠나간다.

## 감상
6·25의 상처도 거의 가시고 수복된 서울에 새로 지은 주택이 간간이 보이기 시작하던 무렵, 이제는 애정물에도 귀를 기울일 여유가 생긴 청취자들을 흠뻑 매료시켰던 멜로 드라마이다. 이 드라마는 라디오 드라마로서는 처음으로 영화화된 작품이라는 점에서 또한 기억될 만한 작품이다. 이 드라마의 주제가인 《청실홍실》은 조남사가 작사를, 손석우가 작곡을 담당했다.